# Eine nach der Anderen
Eine nach der Anderen (Originaltitel: Pretty Maids All in a Row) ist ein US-amerikanischer Kriminalfilm aus dem Jahr 1971. Regie führte der französische Filmregisseur Roger Vadim. Stellenweise enthält der Film, der auf einem Roman von Francis Pollini beruht, auch schwarzen Humor. Der Film ist auch unter dem Titel Sex-Lehrer-Report erschienen.

## Handlung
An der Ocean Front High School kommt es zu einer rätselhaften Mordserie an Schülerinnen. Der Film zeigt dabei verschiedene Handlungsstränge bzw. Sichtweisen parallel zueinander:

### Täter
Tiger McDrew ist der Beratungslehrer und Football-Coach an der Schule. Er ist bei Schülern und Kollegen sehr geachtet und ein liebender Familienvater. Tiger vertritt jedoch einige neuartige pädagogische Ansichten. Seiner Meinung nach ist „der beste Weg mit Mädchen zu kommunizieren Sex, bei Jungen ist es Sport“. Bevor er jedoch Sex mit einer Schülerin hat, lässt er sie erst einen Intelligenztest machen. Eines Tages ignoriert er die Test-Resultate mit fatalen Folgen: das Mädchen verlangt von ihm, er solle sich von seiner Frau scheiden lassen und sie dafür heiraten, ansonsten würde sie ihn verraten. Daraufhin bringt er sie um.
Ein paar Tage später erzählt ihm eine andere Schülerin beim Sex, sie habe von seiner Beziehung zu der Ermordeten gewusst. Daraufhin muss auch sie sterben. Wiederum ein paar Tage später wird er vom unfähigen Polizisten Poldaski beim Sex mit einer Schülerin ertappt. Poldaski denkt sich jedoch nichts Schlimmes dabei und erzählt ihm stattdessen, dass der Vater des Mädchens ein guter Zahnarzt sei und ihm erst vor kurzen eine Wurzelkanalfüllung gemacht habe. Daraufhin müssen auch Poldaski und das Mädchen sterben.
Tiger beschließt darauf, keinen Sex mehr mit Schülerinnen zu haben. Als er dies einer Schülerin klarzumachen versucht, kann sie es kaum verstehen. Das Gespräch wird jedoch versehentlich auf Tigers Tonband aufgezeichnet. Während Ponce, der Schülersprecher, auf Tiger warten muss, hört er das Tonband ab. Ihm wird sofort klar, dass Tiger der Mörder ist. Tiger gesteht ihm daraufhin seine Motive. Er fingiert einen tödlichen Unfall und setzt sich mit seiner Familie nach Brasilien ab.

### Ermittlungen
Die Polizei tappt bei ihren Ermittlungen im Dunklen. Polizist Poldaski ist völlig unfähig. Er vernichtet versehentlich Beweise und fällt, wie bereits erwähnt, dem Mörder selbst zum Opfer. Captain Sam Surcher ist in seinem Vorgehen deutlich gewissenhafter, erzielt jedoch auch keine Erfolge. Bei einer Befragung der Schülerinnen, ob jemand ihnen gegenüber „unnatürliche Annäherungsversuche“ gemacht habe, antworten ihm diese, so etwas gäbe es gar nicht. 
Bei der Auswertung von Liebesbriefen gerät ein dunkelhäutiger Schüler in Verdacht. Sam Surcher will jedoch vermeiden, dass man der Polizei nachsage, sie habe rassistische Vorurteile, und befragt sicherheitshalber erst Tiger, den Beratungslehrer, zu diesem Schüler. Tiger versichert ihm jedoch, dass dieser Schüler es nicht war. Am Ende des Gesprächs lobt Surcher noch eine Passage aus Tigers noch unfertigem Pädagogikbuch.
Tiger gerät erst später ins Visier der Ermittlungen. Ein Polizist hatte bemerkt, dass Tiger immer die Tür abschließt, wenn sich eine Schülerin in seinem Beratungsraum aufhält. Die Ermittler brechen daraufhin die Tür auf, finden Tiger jedoch in einem harmlosen Gespräch. Sie entschuldigen sich bei ihm und verfolgen die Spur nicht weiter.
Nach der Gedenkfeier für den vermeintlich verstorbenen Tiger werden die Ermittlungen eingestellt. Sam Surcher bemerkt jedoch, wie aus der Tasche von Tigers Frau zwei Flugtickets nach Brasilien herausfallen. Er beschließt daraufhin, seinen Privaturlaub in Brasilien zu verbringen.

### Ponce
Ponce de Leon Harper ist der Schülersprecher an der Schule und ferner derjenige, der die erste Leiche findet. Er ist Mädchen gegenüber sehr schüchtern, da er oftmals unerwartet eine Erektion bekommt, was ihm sehr peinlich ist. Eines Tages spricht er mit Tiger über seine „Erektionsprobleme“, was Tiger dahingehend missversteht, dass Ponce keine Erektion bekommen könne. Tiger ist der Auffassung, „die Freundschaft zu einer reifen Frau“ könne den Jungen „heilen“ und überredet die Vertretungslehrerin Miss Smith, sich unter einem Vorwand mit dem Jungen zu treffen. Dieser bekommt eine Erektion, und Miss Smith hält ihn für „geheilt“. Nach einem weiteren Gespräch mit Ponce ist Tiger aber noch nicht zufrieden und verlangt von Miss Smith konkret, sie solle mit Ponce ins Bett steigen, was so auch geschieht. Nun verliebt sich Ponce in Miss Smith und möchte sie heiraten. Tiger hält dies aber für keine gute Idee; Ponce solle lieber erst aufs College gehen, denn er würde sicher einmal ein guter Lehrer werden.
Als Ponce klar wird, dass Tiger der Mörder ist, fingiert Tiger einen Unfall. Während sich Tiger nach Brasilien absetzt, erzählt Ponce, Tiger habe ihm das Leben gerettet und sei dabei selbst gestorben. Ponce ist inzwischen zum Mädchenschwarm avanciert und kann seinen trauernden Mitschülerinnen Trost spenden.